# Nördliche Zhou-Dynastie
Die Nördliche Zhou-Dynastie (chinesisch 北周) folgte der Westlichen Wei und herrschte über das nördliche China von 557 bis 581. Die Reiche der nördlichen Zhou und der nördlichen Qi waren Nachfolgestaaten des Tabgatsch-Reiches.
Ihr folgte die Sui-Dynastie.

## Herrscher der Nördlichen Zhou-Dynastie 557–581
| Postumer Name (Shi Hao 諡號)               | Personenname                    | Dauer der Regentschaft | Äranamen (Nian Hao 年號) und ihre Zeitspanne                                                                                |
| ------------------------------------------ | ------------------------------- | ---------------------- | --- |
| Nördliche Dynastie                         |                                 |                        | |
| Konvention: Nördliche Zhou + postumer Name |                                 |                        | |
| Xiao Min Di (孝閔帝 xiāo mǐn dì)           | Yuwen Jue (宇文覺 yǔ wén jué)   | 557                    | existierte nicht |
| Xiao Ming Di (孝明帝 xiào míng dì)         | Yuwen Yu (宇文毓 yǔ wén yù)     | 557–560                | Wucheng (武成 wǔ chéng) 559–560                                                                                             |
| Wu Di (武帝 wǔ dì)                         | Yuwen Yong (宇文邕 yǔ wén yōng) | 561–578                | Baoding (保定 bǎo dìng) 561–565 Tianhe (天和 tiān hé) 566–572 Jiande (建德 jiàn dé) 572–578 Xuanzheng (宣政 xuān zhèng) 578 |
| Xuan Di (宣帝 xuān dì)                     | Yuwen Yun (宇文贇 yǔ wén yūn)   | 579                    | Dacheng (大成 dà chéng) 579                                                                                                 |
| Jing Di (靜帝 jìng dì)                     | Yuwen Chan (宇文闡 yǔ wén chǎn) | 579–581                | Daxiang (大象 dà xiàng) 579–581 Dading (大定 dà dìng) 581                                                                   |